# Flávia Júlia Constância
Flávia Júlia Constância foi uma imperatriz-consorte romana, esposa do imperador Licínio. Era filha de Constâncio Cloro com sua segunda esposa, Flávia Maximiana Teodora.

## História
Em 313, o imperador Constantino, o Grande, meio-irmão de Constância pelo lado paterno, deu-a em casamento ao seu coimperador Licínio quando eles se encontraram em Mediolano. Em 315 ela deu-lhe um filho, Valério Liciniano Licínio, e, quando o conflito entre Constantino e Licínio começou no ano seguinte, Constância ficou do lado do marido. 
Uma segunda guerra entre os dois imperadores teve início em 324 e, após a derrota de Licínio, Constância interveio com Constantino pela vida do marido. Constantino poupou a vida de Licínio, mas obrigou-o a viver em Tessalônica, longe da vida pública. Contudo, no ano seguinte, mandou matá-lo. Um segundo golpe para Constância foi a morte de seu filho Valério, também por ordem de Constantino.
Nos anos seguintes, Constância, cujo título era nobilíssima, viveu na corte de Constantino recebendo variadas honras. Era a irmã favorita de Constantino, que mandou cunhar moedas com sua imagem e os dizeres "CONSTANTIA SOROR CONSTANTINI AVG" ("Constância, irmã de Constantino Augusto").
Constância se converteu ao cristianismo e apoiou a facção ariana no Primeiro Concílio de Niceia, em 325.

## Influência
A cidade de Constança, na Romênia, foi batizada em homenagem a Flávia Júlia Constância.